# Margot Klestil-Löffler
Margot Klestil, nata Löffler (Dobersberg, 4 marzo 1954), è una diplomatica austriaca.

## Biografia

### Educazione
Figlia degli agricoltori Karl e Gerda, ha studiato slavistica e si laureò in filologia. Padroneggia in modo fluente il tedesco, il ceco, il francese, l'inglese e il russo.

### Carriera

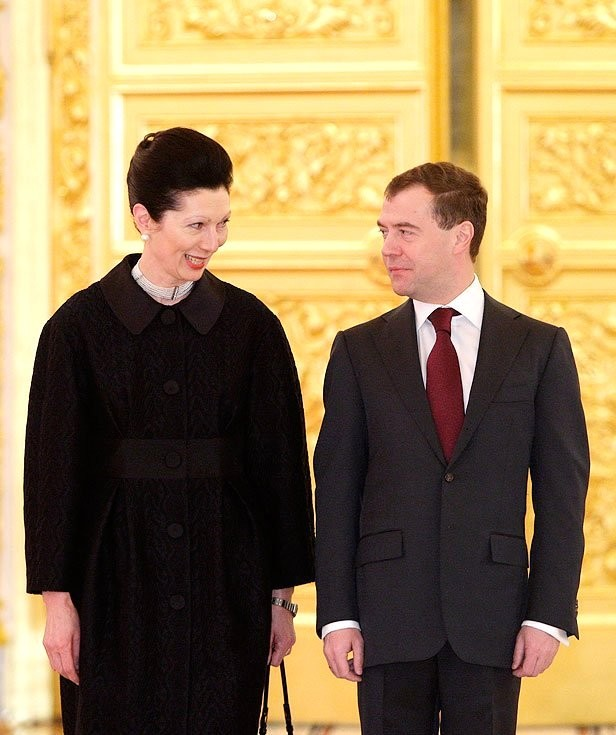
Margot con Dmitrij Medvedev in vista della presentazione delle credenziali da ambasciatrice in Russia, nel 2010

Dopo aver lavorato a Mosca e Bangkok tornò in Austria per entrare al Ministero degli Esteri, presso l'ufficio di Thomas Klestil. Gestì la sua campagna elettorale quando quest'ultimo si candidò alla carica di presidente nel 1992.
Come diplomatica ricoprì incarichi d'alto rango e dopo la morte del marito si trasferì a Praga, per presentare le credenziali da ambasciatrice in Repubblica Ceca il 30 marzo 2005.
Nel 2009 venne nominata ambasciatrice in Russia, fino al 2014. Intorno al 2016 iniziò a ricoprire la carica di Segretaria Generale Supplente dell'Iniziativa centro europea, restandone alla guida con Giovanni Caracciolo di Vietri fino all'inizio del 2018.
A gennaio dello stesso anno è stata nominata rappresentata speciale in Russia da Karin Kneissl, al fine di intensificare i rapporti con la Federazione.

## Vita privata

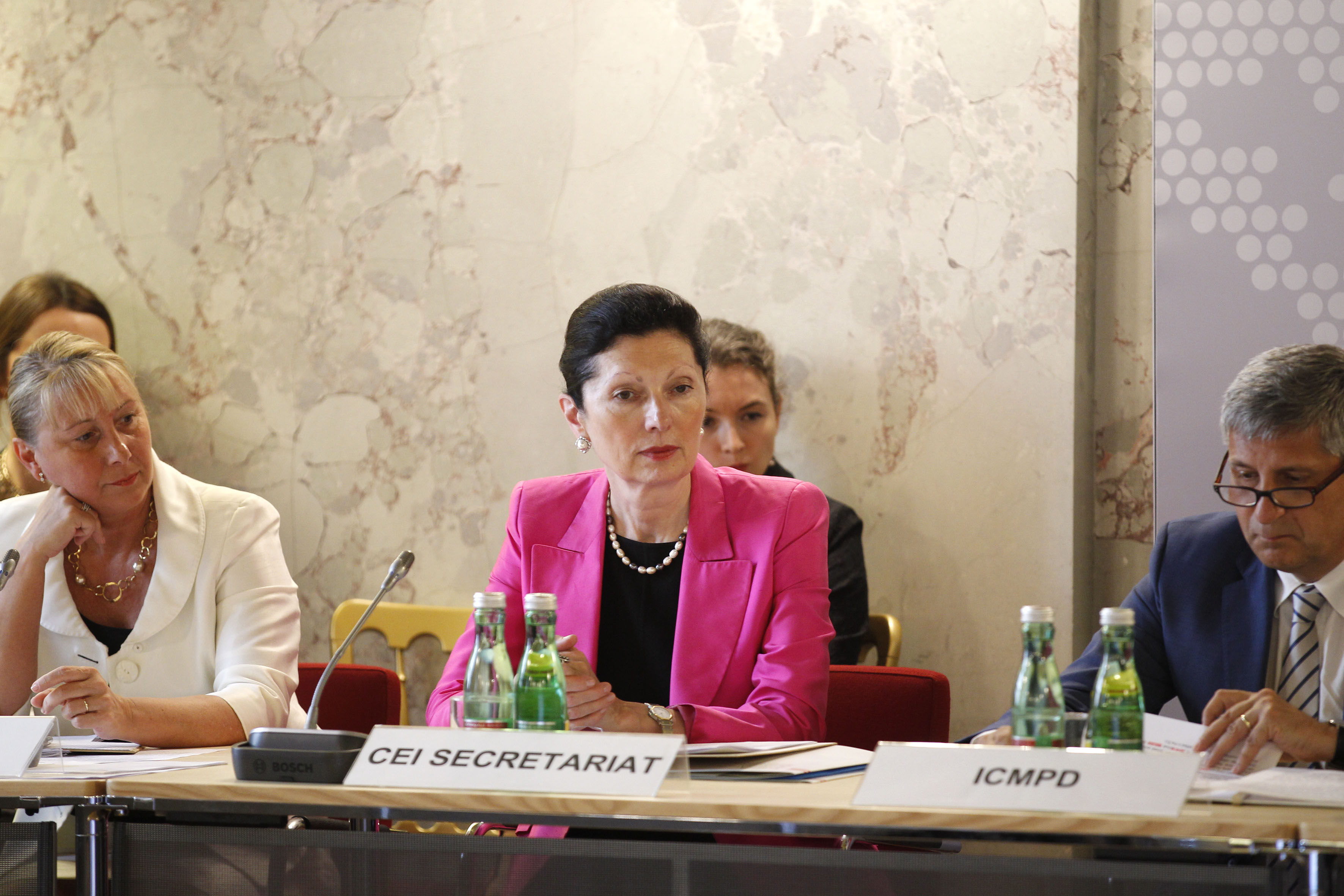
Margot Klestil-Löffler nel 2016

La sua relazione con Thomas Klestil divenne di pubblico dominio nel 1994. Divenne la sua seconda moglie nel 1998.
Ha sempre intrattenuto rapporti positivi con Vladimir Putin, che nel 2004 donò a lei e al marito due cuccioli, Olga e Orchi, figli della sua labrador.